# Kinnecaris sinoiaica
Kinnecaris sinoiaica is een eenoogkreeftjessoort uit de familie van de Parastenocarididae. De wetenschappelijke naam van de soort is voor het eerst geldig gepubliceerd in 1964 door Wells.